# Association démocratique des femmes du Maroc
L’Association démocratique des femmes du Maroc (ADFM) est une association non gouvernementale à but non lucratif, féministe et autonome[Quoi ?].

## Présentation
Cette association a été créée en juin 1985 à Casablanca par un groupe de femmes issues du Parti du progrès et du socialisme, dont Nouzha Skalli, Rabéa Naciri et Amina Lamrini. Attachées aux principes des droits humains et du progrès, mais souhaitant se démarquer de leur parti politique, elles ressentent la nécessité de s’investir davantage dans le combat de l’égalité et d’agir au sein d’une structure indépendante et autonome, notamment parce que la lutte pour le droit des femmes leur parait devoir plus agir sur des moteurs tels que patriarcat que sur celui de la lutte des classes. L'association naît dans un contexte marqué sur le plan international par la fin de la décennie des Nations unies pour la femme, et son couronnement par la conférence de Nairobi, et sur le plan national par l’enclenchement d’un processus de démocratisation, les premiers balbutiements de la société civile et l’émergence d’une conscience féministe.
Première en son genre, – d’autres associations ont vu le jour ultérieurement – l’ADFM a connu les tâtonnements des débuts pour atteindre, au fil des années, une maturation plus prononcée. Dans un contexte où seules préexistaient des associations caritatives ou à caractère strictement social, l'association a initialement tatonné tant sur ses objectifs, en terme opérationnel, que sur les questions de démarche, de structuration ou de type d’intervention. 
Le parti finalement retenu a été d'œuvrer en s'adressant aux politiques et aux acteurs de la société, plutôt qu'en s'adressant aux femmes elles-mêmes : l’ADFM se positionne de plus en plus comme une force de proposition et de plaidoyer pour la réforme des lois et des politiques publiques en vigueur et pour le changement des mentalités dans une perspective d’égalité entre les sexes et de pleine citoyenneté des femmes au Maroc.
Concrètement, l'ADFM s'est focalisée sur :
- la mise en place des coalitions destinées à faire aboutir les demandes et revendications communes ;
- le renforcement, le soutien et la solidarité avec les organisations de défense de droits des femmes nouvellement créées, à chaque fois que cela a été possible, pour contribuer à la consolidation du mouvement des femmes, considéré, à juste titre, comme un acteur  stratégique  pour faire aboutir les changements souhaités.

## Principales actions
Cette association est l'un des contributeurs les plus importants au remaniement de la Moudawana, le code du droit de la famille au Maroc. La Moudawana est considérée comme une avancée majeure dans l'unification politique et légale après l'indépendance du Maroc en 1956. La première Moudawana, qui avait été conçue par 10 hommes religieux vers 1958, était clairement discriminatoire envers les femmes marocaines, dépouillées de leurs droits les plus élémentaires ainsi que de leur dignité. La réforme modernisant le code a été conçue grâce au travail de plusieurs associations féminines marocaines, dont la plus emblématique reste l'ADFM.

## Attentat
Le 10 juin 2006, le siège de l'ADFM à Rabat a été la cible d'un incendie criminel.